# Phoenixville
Phoenixville – miejscowość (borough) w hrabstwie Chester, w południowo-wschodniej części stanu Pensylwania, w Stanach Zjednoczonych, położona na zachodnim brzegu rzeki Schuylkill, około 35 km na północny zachód od centrum Filadelfii. W 2018 roku miejscowość liczyła 16 957 mieszkańców.
Pierwsi europejscy osadnicy osiedli tu w 1720 roku. Miejscowość była ośrodkiem hutnictwa żelaza i stali, zapoczątkowanego około 1785 roku. Zakłady Phoenix Iron Works, założone w 1812 roku, dały nazwę miejscowości, kiedy ta została formalnie założona w 1849 roku. Współcześnie lokalna gospodarka opiera się na sektorze usługowym. 
Swoją siedzibę ma tutaj uczelnia University of Valley Forge (zał. 1932), związana z ruchem zielonoświątkowym.